# Stadio Azul
Lo Stadio Azul (in spagnolo Estadio Azul, it. Stadio azzurro) è uno stadio di calcio situato a Città del Messico, dalla capienza di 32 904 spettatori. Dal 2020 è sede degli incontri casalinghi dell'Atlante.
Precedentemente ha ospitato gli incontri casalinghi di altre squadre di calcio: América (1947-1955), Necaxa (1950-1955), Cruz Azul (1996-2018) e lo stesso Atlante in diversi periodi (1947-1955, 1983-1989, 1991-1996 e 2001-2002). 

## Storia
Fu inaugurato con il nome di Stadio olimpico della Città dello Sport il 6 febbraio 1946 con una partita di football americano tra i Pumas e Los Aguiluchos del Heroico Colegio Militar. La partita fu vinta dalla squadra universitaria con il risultato di 16-14.
Originariamente costruito per praticare il football americano, si utilizzò per questo sport fino agli anni '50. Solo successivamente l'impianto ospitò partite di calcio, dal 1968 ai primi anni '90.
Il 5 gennaio 1947 si giocò la prima partita di calcio, tra il Veracruz e il Racing Club (squadra argentina): la vittoria andò ai messicani per 2-1. L'impianto divenne sede degli incontri dei principali club calcistici della capitale messicana fino al 1955.
Nel 1978 vi si giocò un incontro amichevole tra due squadre della NFL.
Nel 1983 divenne la sede dei match dell'Atlante e fu ridenominato Stadio Azulgrana, nome mantenuto fino al 1996, quando la compagnia OCESA comprò lo stadio per parte del Cruz Azul. Il 10 agosto 1996 lo stadio cambiò nome in Stadio Azul.
Nell'estate del 2016 le autorità di Città del Messico annunciarono un piano per demolire lo stadio alla fine della stagione agonistica 2017-2018 del campionato messicano di calcio. Nel luglio 2018, però, il progetto fu sospeso e l'impianto fu destinato a ospitare partite tra universitari. 

## NFL Exhibition Game
| Città del Messico 5 agosto 1978 | New Orleans Saints | 14 – 7 | Philadelphia Eagles | Estadio Olímpico de la Ciudad de los Deportes |